# Eugène Bernain
 (mai 2025).
Eugène Bernain est un relieur lithographe né le 20 mars 1822 à Bayonne et mort le 5 janvier 1897 à Saint-Jean-de-Luz à l'âge de 74 ans. Il est le premier maire de l'histoire de la ville d'Anglet, de 1870 jusqu'à sa mort en 1897.

## Biographie
Il est le fils d'Antoine Joseph Bernain et de Marie-Victoire Fauvet.  Il est également le petit-fils de Jean Bernain, relieur et lithographe, qui fit construire la villa Quintaou à Anglet en 1787.
Il est désigné maire en 1870 à la naissance de la IIIe république après la chute de l'empereur Napoléon III, et vécut dans la villa Quintaou durant tout son mandat.
Il réalise un plan de la ville d'Anglet, trace les principales voies de communication de la commune, et effectue un premier recensement de la ville en 1874 révélant que celle-ci comptait alors 3 467 habitants. 
Après sa mort, son gendre Albert Le Barillier lui succède en tant que maire d'Anglet.
Eugène Bernain est inhumé au cimetière Saint-Léon d'Anglet.

## Hommages, postérité
- Une avenue porte son nom dans la ville d'Anglet. L'avenue Eugène-Bernain est notamment  l'adresse du collège Endarra